# Флаг Тоцкого района
Флаг То́цкого района — официальный символ муниципального образования «Тоцкий район» Оренбургской области Российской Федерации.
Ныне действующий флаг утверждён 27 марта 2009 года и внесён в Государственный геральдический регистр Российской Федерации с присвоением регистрационного номера 4946.
Флаг составлен на основании герба Тоцкого района, по правилам и соответствующим традициям геральдики, и отражает исторические, культурные, социально-экономические, национальные и иные местные традиции.

## Описание
Первый флаг Тоцкого района был утверждён решением Совета депутатов муниципального образования Тоцкий район № 167 от 21 сентября 2007 года. Описание флага гласило:

Флаг муниципального образования «Тоцкий район» представляет собой двухстороннее прямоугольное полотнище, поделённое на три вертикальные полосы: левая полоса синего цвета (1/5 длины флага), средняя — зелёного цвета (1/30 длины флага), правая — красного цвета (3/5 длины флага). Отношение ширины флага к его длине — 2:3. В центре полотнища расположен герб МО «Тоцкий район». Высота полного герба 0,6 ширины флага.

В связи с отказом Геральдического совета при Президенте Российской Федерации № А62-2-2 от 12 января 2009 года внесения флага муниципального образования «Тоцкий район» в Государственный геральдический регистр Российской Федерации, решением Совет депутатов Тоцкого района № 167 от 21 сентября 2007 года, был изменён рисунок и описание флага района:

Флаг представляет собой прямоугольное полотнище с отношением ширины к длине 2:3, воспроизводящее композицию герба Тоцкого района в красном, синем, жёлтом, белом и чёрном цветах.

## Обоснование символики
Жёлтая куница на синей полосе — знак принадлежности Тоцкого района к Оренбургской области.
В центре красной полосы изображены: башня Тоцкой крепости, основанной в 1736 году Иваном Кирилловичем Кирилловым, жёлтый колос — знак хлебородия и символ изобилия сельского района, чёрно-белое пушечное орудие — в знак постоянного места дислокации воинских соединений и частей.